# Helicodontium italicum
Helicodontium italicum är en bladmossart som beskrevs av Fleischer 1920. Helicodontium italicum ingår i släktet Helicodontium och familjen Fabroniaceae. Inga underarter finns listade i Catalogue of Life.